# 혼다 야스시게 (1554년)

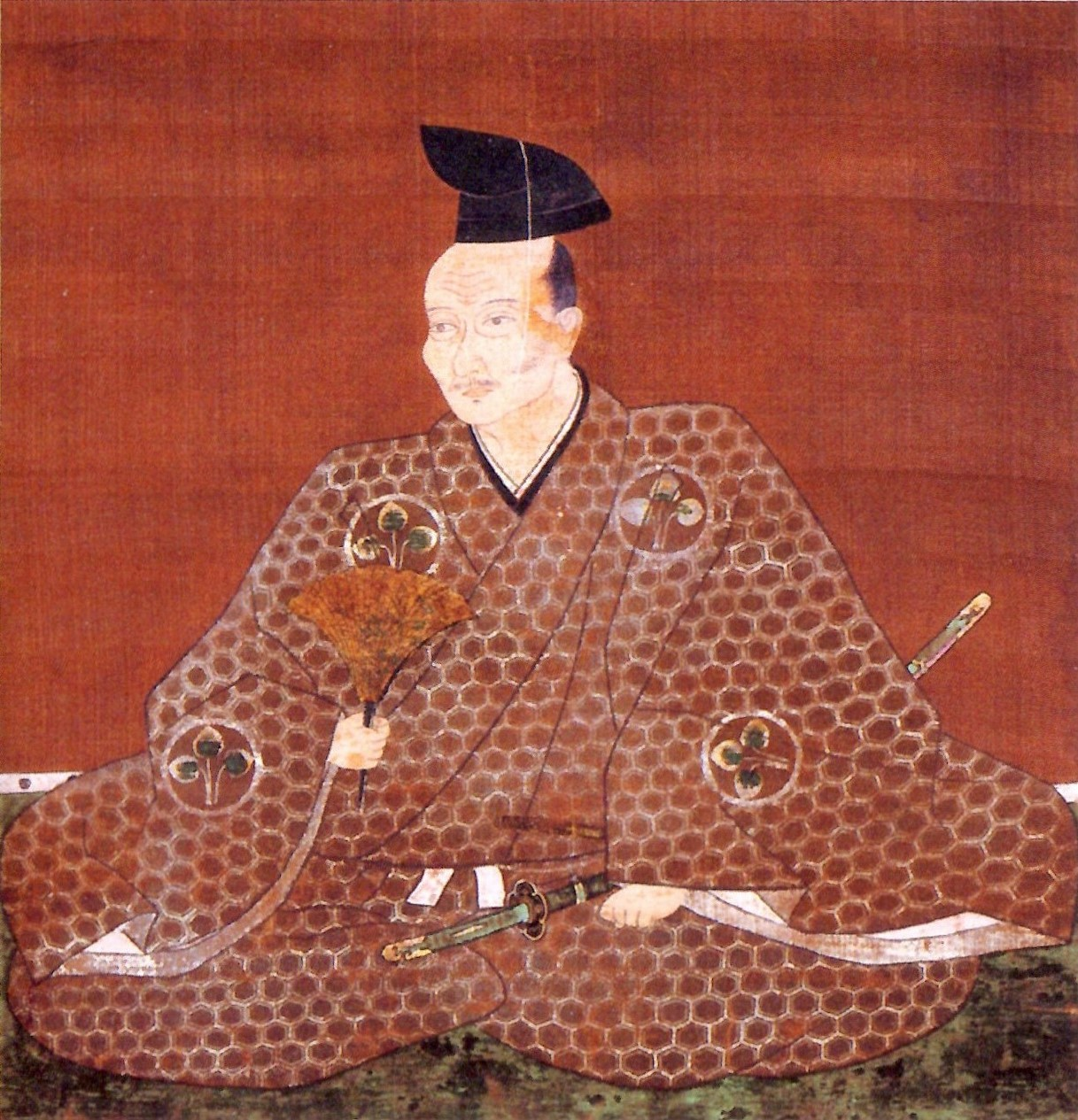
혼다 야스시게

혼다 야스시게(일본어: 本多康重, 1554년 ~ 1611년 5월 4일)는 센고쿠 시대부터 에도 시대 전기까지 활약한 무장, 다이묘로서 미카와 오카자키번 초대 번주이자 다이묘 지위를 받은 혼다 분고노카미가(本多豊後守家)의 초대 당주이다.
혼다 히로타카(本多広孝)의 장남으로 태어나 통칭은 히코지로(彦次郎)로 불렸다. 관위는 종오위하, 분고노카미.
외조부는 도조 마쓰다이라가(東条松平家) 초대 당주 마쓰다이라 요시하루(松平義春)이다.
정실은 오가키번 제2대 번주 이시카와 이에나리(石川家成)의 딸이다.
오다와라 정벌 이후 고즈케 시로이성과 영지 2만석을 부여받았으며 세키가하라 전투 이후에는 미카와 오카자키 5만석을 부여받았다.